# براندان هاي
براندان هاي (بالإنجليزية: Brendan Hay)‏ هو كاتب سيناريو أمريكي، ولد في 19 فبراير 1979 في الولايات المتحدة.

## وصلات خارجية
- براندان هاي على موقع IMDb (الإنجليزية)
- براندان هاي على موقع قاعدة بيانات الفيلم (الإنجليزية)